# Брити
Бритите (на английски: Britons) са келтски племена, които са били основното население на Британските острови до англосаксонското нашествие през V - VI век. При нахлуването на германските племена, голяма част от бритите са били избити, а други са били изтласкани в Уелс, Шотландия и към континента – Бретан.